# Andronikos z Kyrros

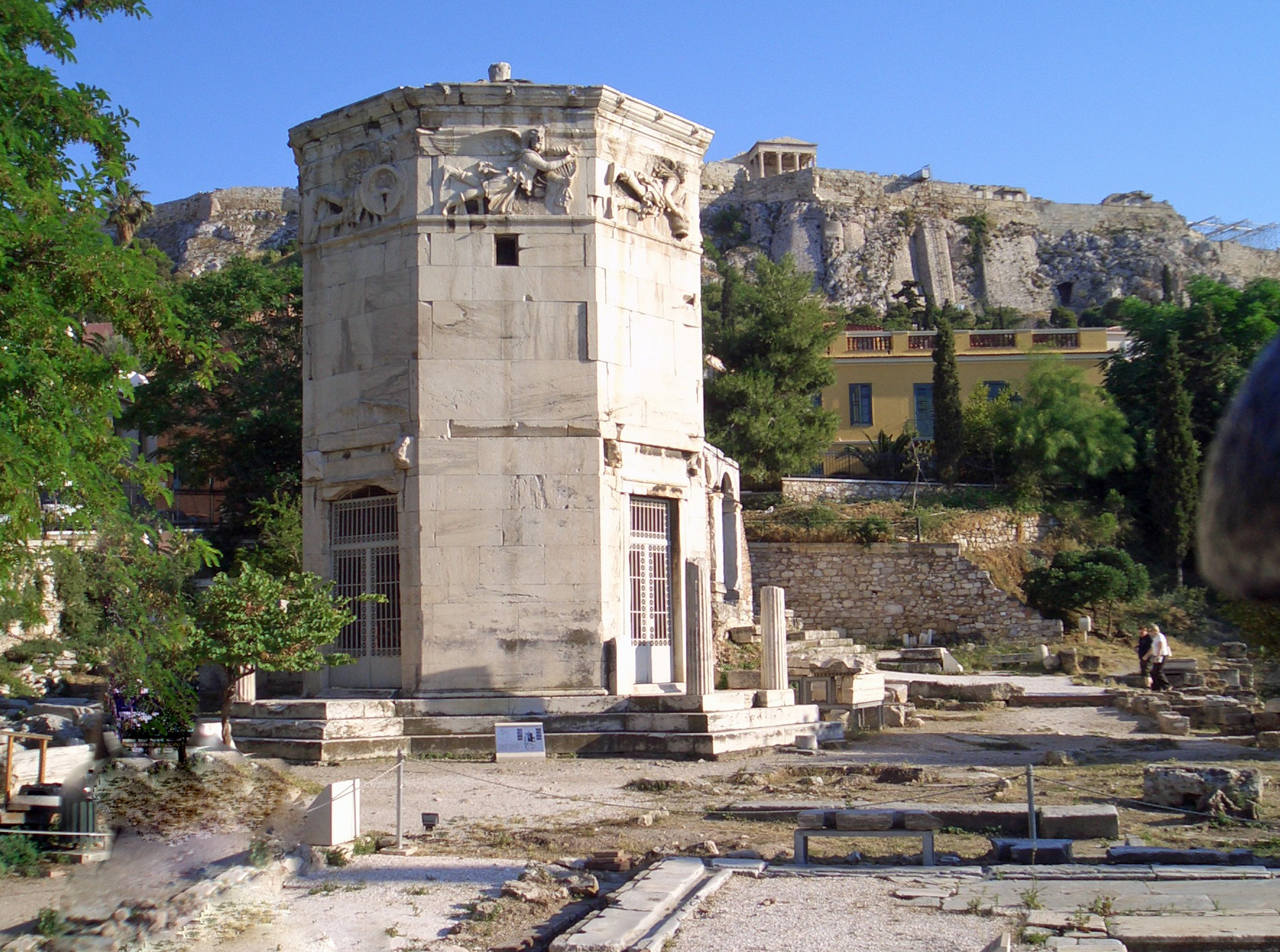
Oktagonalna Wieża Wiatrów – jedna z najlepiej zachowanych budowli starożytnych Aten

Andronikos z Kyrros – grecki astronom i architekt działający w I wieku p.n.e.
Znany jako budowniczy horologium w Atenach, którego znaczna część zachowała się do czasów współczesnych. Budowla ma kształt ośmiobocznej wieży z rzeźbami przedstawiającym personifikacje wiatrów. Na jej szczycie znajdowała się rzeźba Trytona, która obracała się wskazując kierunek wiatru. Uważa się ją za pierwowzór wiatrowskazów na dachach.